# 白金豚
白金豚（はっきんとん）とは、日本のブランド豚の銘柄名で、高源精麦株式会社の登録商標である。プラチナポークとも呼ばれる。

## 概要
岩手県花巻市の穀類加工会社である高源精麦が生産加工を管理し、飼育配合から出荷まで一貫体制で生産している。非遺伝子組換穀物の飼料以外にも、豚の飲み水を奥羽山脈の湧き水を鉱石で濾過して与えていることで、軟らかでまろやかな肉質が特徴。また、母豚の母乳に含まれる免疫力が途絶える離乳期の子豚を専用の「離乳舎」で飼育するといった管理にもこだわった生産を行っている。
ランドレース種、大ヨークシャー種、バークシャー種の3品種を掛け合わせている（いわゆるLWB三元交配）。
レストラン専用の肉であり、小売店での販売は原則として行われておらず、内臓肉の販売も行われていない。
JR花巻駅などでは白金豚肉を用いた「白金豚弁当」を販売している。
2017年4月、日本政策投資銀行が高源精麦に融資を行うことを発表した。日本政策投資銀行が東北地方の畜産会社に融資するのは初めての事例になる。
2017年には盛岡駅の駅ビル「フェザン」と高源精麦などが、学生と協働し地域活性化の目的で白金豚を用いた創作ハンバーガーのコンテストが開催された。豆腐ハンバーグの白いパテと、白金豚のバジル焼きを挟んだ黒いパテで、それぞれ銀河と鉄道を表現した「銀河鉄道バーガー」（宮沢賢治の『銀河鉄道の夜』にちなむ）が優勝した。

## 名前の由来
宮沢賢治が『フランドン農学校の豚』にて豚を白金と同等のものだと例えたことに由来する。